# Anna-Lena
Anna-Lena, eigentlich Anna-Lena Löfgren (* 1. Mai 1944 in Stockholm; † 21. Mai 2010), war eine schwedische Schlagersängerin, die in den 1960er Jahren auch im deutschsprachigen Raum bekannt war.

## Künstlerische Laufbahn
Anna-Lena war die Tochter eines Druckers. Als Kind erkrankte sie an Kinderlähmung, als deren Folge ihr rechter Fuß gelähmt blieb. Während ihrer Schulzeit sang sie im Schulchor, später im Stockholmer Rundfunkchor. Mit 15 Jahren wirkte sie in einer Rock-’n’-Roll-Band mit. Bei einem der Auftritte wurde der Produzent der schwedischen Schallplattenfirma Metronome Anders Burman auf Anna-Lena aufmerksam. 1960 nahm sie ihre erste Single auf, die jedoch erfolglos blieb. Nach dem Abitur begann sie ein Soziologiestudium. Nebenher sang sie in einem Trio, mit dem sie durch ihre Heimat tourte. Mit dem im Oktober 1961 veröffentlichten Titel Regniga Natt (Regnerische Nacht) gelang ihr der Durchbruch auf dem schwedischen Plattenmarkt. Der Titel wurde zum Hit des Jahres 1962 und die Single wurde mit einer Goldenen Schallplatte ausgezeichnet.
Anfang 1962 veröffentlichte Metronome die erste deutschsprachige Schallplatte mit Anna-Lena, doch die Titel Iwan Iwanowitsch und Sag nicht immer Baby kamen nicht zum Erfolg. Trotz einiger Auftritte im deutschen Fernsehen blieben auch die folgenden zwei Singles ohne Beachtung. Auf einer dieser Singles sang Anna-Lena mit Oh, mein Bräutigam die deutsche Coverversion von Ned Millers Go On Back, You Fool aus dem Oktober 1961. Dieser Song wurde 1962 ebenfalls vom ostdeutschen Plattenlabel Amiga produziert. Hier blieb es allerdings der Sängerin Rica Déus überlassen, die Interpretation von Oh, mein Bräutigam zu übernehmen. 1964 brachte Metronome die vierte Platte mit Anna-Lena auf den deutschen Markt. Mit dem darauf enthaltenen Titel Morgen hast du keine Sorgen gelangte sie in die deutschen Hitparaden. In der Musikfachzeitschrift Musikmarkt erreichte das Lied Platz 20 und blieb 16 Wochen in den Hitlisten. 1967 tauchte wieder ein Titel von ihr in den deutschen Hitlisten auf: Dein Herz, das muss aus Gold sein kam bei Musikmarkt auf Rang 17 und wurde 20 Wochen lang notiert. Bis 1969 notierte der Musikmarkt insgesamt sieben Titel von Anna-Lena, doch keiner erreichte eine bessere Notierung als Dein Herz, das muß aus Gold sein. Am 4. Juli 1968 nahm Anna-Lena mit dem Titel Alle Blumen wollen blühen am Deutschen Schlager-Wettbewerb in Berlin teil und erreichte den vierten Platz.
Am 18. Januar 1969 eröffnete sie mit Rot ist die Liebe die erste Ausgabe der ZDF-Hitparade. 1971 endete der Vertrag mit der deutschen Metronome; bis 1973 folgten noch drei deutschsprachige Singles, die bei BASF bzw. Hansa erschienen.
In Schweden nahm Anna-Lena zweimal an der Vorentscheidung zum Eurovision Song Contest teil (1963 mit dem Lied Säg varför und 1968 mit Jag vill tro). In den 1970er Jahren begann sie eine zweite Karriere als Discjockey bei Radio Schweden. Bis zu ihrem Tod war Anna-Lena Löfgren in Schweden eine bekannte Sängerin, die oft im Fernsehen und bei Galas auftrat. Allein 1982 hatte sie über 700 Auftritte. Sie erweiterte ihr Repertoire mit Countrysongs und religiösen Liedern. Außerdem betätigte sie sich als Komponistin, Autorin und Arrangeurin. 2001 brachte das Label 'Funny Artists' in Deutschland eine CD von Anna-Lena heraus mit dem A-Seitentitel Irgendwann nimmt das Glück dich in den Arm. Auf der B-Seite erschien noch einmal ihr 1968er Song Alle Blumen wollen blühen.
Anna-Lena ist am 21. Mai 2010 im Alter von 66 Jahren verstorben. Sie wäre am 1. Mai 2024 80 Jahre alt geworden.

## Diskografie (Deutschland)

### Alben
| Veröffentlichung | Titel                             | Katalog-Nr.               |
| ---------------- | --------------------------------- | ------------------------- |
| 1969             | Anna-Lena                         | Metronome 15 307 (Vinyl)  |
| 1970             | Festliche Weihnacht               | Metronome 15 387 (Vinyl)  |
| 1998             | Dein Herz, das muss aus Gold sein | Bear Family BCD16261 (CD) |

### Singles
| Veröffentlichung | A/B-Seite                                                                 | Katalog-Nr.    |
| ---------------- | ------------------------------------------------------------------------- | -------------- |
| Metronome        |                                                                           |                |
| 1962             | Iwan Iwanowitsch / Sag nicht immer Baby                                   | 290            |
| 1962             | Oh, mein Bräutigam / Schöner als es war                                   | 307            |
| 1962             | Abschiednehmen ist so schwer / Sieben weiße Möwen                         | 323            |
| 1964             | Morgen hast du keine Sorgen / Glocken ganz leise erklangen                | 398            |
| 1964             | So kalt wie eine Winternacht / Oh, muß die Liebe schön sein               | 433            |
| 1965             | Wenn zwei sich wie wir gut verstehn / Wein’ nicht um die And’re           | 491            |
| 1967             | Dein Herz, das muß aus Gold sein / Einmal werden wir uns wieder vertragen | 938            |
| 1967             | Bleib’ doch steh’n / Doch das werd’ ich dir verzeih’n                     | 999            |
| 1968             | Dein Glück ist mein Glück / Immer am Sonntag                              | 25037          |
| 1968             | Alle Blumen wollen blühen / Schön ist das Leben                           | 25 060         |
| 1968             | Rot ist die Liebe / Dein Herz gehört der anderen                          | 25 089         |
| 1969             | Zum Weinen kein Talent / Leider keine große Dame                          | 25 137         |
| 1969             | Einen Ring mit deinem Namen / Abschied von gestern                        | 25 165         |
| 1970             | Eine Hütte in den Bäumen / Morgen bist du dabei                           | 25 222         |
| 1970             | Arm oder reich / Dein Haus muß kein Traumschloß sein                      | 25 271         |
| 1971             | Das Lied vom Glück / Einen Meter nebenan                                  | 25 301         |
| 1971             | Wein dich aus an meinem Herzen / Casablanca                               | 25 331         |
| 1972             | Musik für einsame Mädchen / Fällt es Dir so leicht                        | BASF 0511371-4 |
| 1973             | Jedes Herz braucht eine Heimat / Wenn es falsch ist                       | Hansa 12 559   |
| 1973             | Rosen aus Papier / Einer von Millionen                                    | Hansa 13 114   |
| 2001             | Irgendwann nimmt das Glück dich in den Arm / Alle Blumen wollen blühen    | Funny Artists  |